# Tadeusz Szczepanek
Tadeusz Szczepanek (ur. 22 sierpnia 1930 w Nowym Sączu, zm. 12 września 1996 w Zakopanem) – polski polonista, etnograf i muzealnik. W latach 1966–1973 dyrektor Muzeum Okręgowego w Nowym Sączu, w latach 1976–1991 dyrektor Muzeum Tatrzańskiego w Zakopanem.

## Życiorys
Urodził się w 1930 w Nowym Sączu w rodzinie robotniczej, Józefa i Katarzyny Szczepanków. W 1950 zdał maturę w lI Liceum im. B. Chrobrego w Nowym Sączu. W 1953 rozpoczął studia na Wydziale Filologii Polskiej Uniwersytetu Jagiellońskiego. Studia ukończył w 1958, uzyskując absolutorium, a pracę magisterską obronił w 1962 otrzymując stopień magistra filologii polskiej. W 1960 rozpoczął pracę w Muzeum Okręgowym w Nowym Sączu, a w 1966 po śmierci Zbigniewa Borowskiego został powołany na stanowisko dyrektora muzeum, którym kierował do 1973. Muzeum nowosądeckie wiele mu zawdzięcza. Jego emocjonalna więź z regionem przyczyniła się do zgromadzenia cennych kolekcji (m.in. ikon i sztuki ludowej). Nawiązał kontakty z muzeami w Warszawie i Krakowie, publikował artykuły i opracowania na temat zbiorów. Wiele uwagi poświęcał sztuce ludowej i naiwnej, zwłaszcza Nikiforowi. Dla pogłębienia zainteresowań ludoznawczych ukończył 3-letnie Podyplomowe Studium Etnograficzne na Uniwersytecie Mikołaja Kopernika w Toruniu. Pod koniec lat 60. opracował założenia etnograficzne Sądeckiego Parku Etnograficznego. W latach 1973–1975 jako dyrektor Wydziału Kultury i Sztuki Wojewódzkiej Rady Narodowej w Krakowie doprowadził do otwarcia Sądeckiego Parku Etnograficznego, w którym udostępniono zwiedzającym 24 obiekty.
W 1976 Tadeusz Szczepanek został powołany na stanowisko dyrektora Muzeum Tatrzańskiego im. dr. Tytusa Chałubińskiego w Zakopanem. Okazał się godnym następcą twórcy muzeum, Juliusza Zborowskiego. Zainicjował i realizował nowatorski program tzw. muzeum rozproszonego polegający na ratowaniu najcenniejszych zabytków architektury Podtatrza w oparciu o obiekty in situ.
Powstały w ten sposób nowe oddziały muzeum:
- Muzeum Stylu Zakopiańskiego
- Zagroda Sołtysów w Jurgowie
- Zagroda Korkoszów w Czarnej Górze
- Dwór w Łopusznej

Był również współtwórcą:
- Galerii Sztuki na Kozińcu w Zakopanem
- Galerii Władysława Hasiora w Zakopanem

Wokół Muzeum Tatrzańskiego skupił wielu wybitnych naukowców z Krakowa, Warszawy i innych ośrodków. Od 1972 Tadeusz Szczepanek był członkiem Międzynarodowej Rady Muzeów ICOM, bardzo aktywnie pracował w Komitecie Muzeum na Wolnym Powietrzu.

## Odznaczenia
- Złoty Krzyż Zasługi
- Srebrny Krzyż Zasługi
- Odznaka „Zasłużony Działacz Kultury”
- Medal 30-lecia Polski Ludowej
- Laureat nagrody Ministerstwa Kultury i Sztuki I stopnia